# Asamblea Constituyente de Nepal

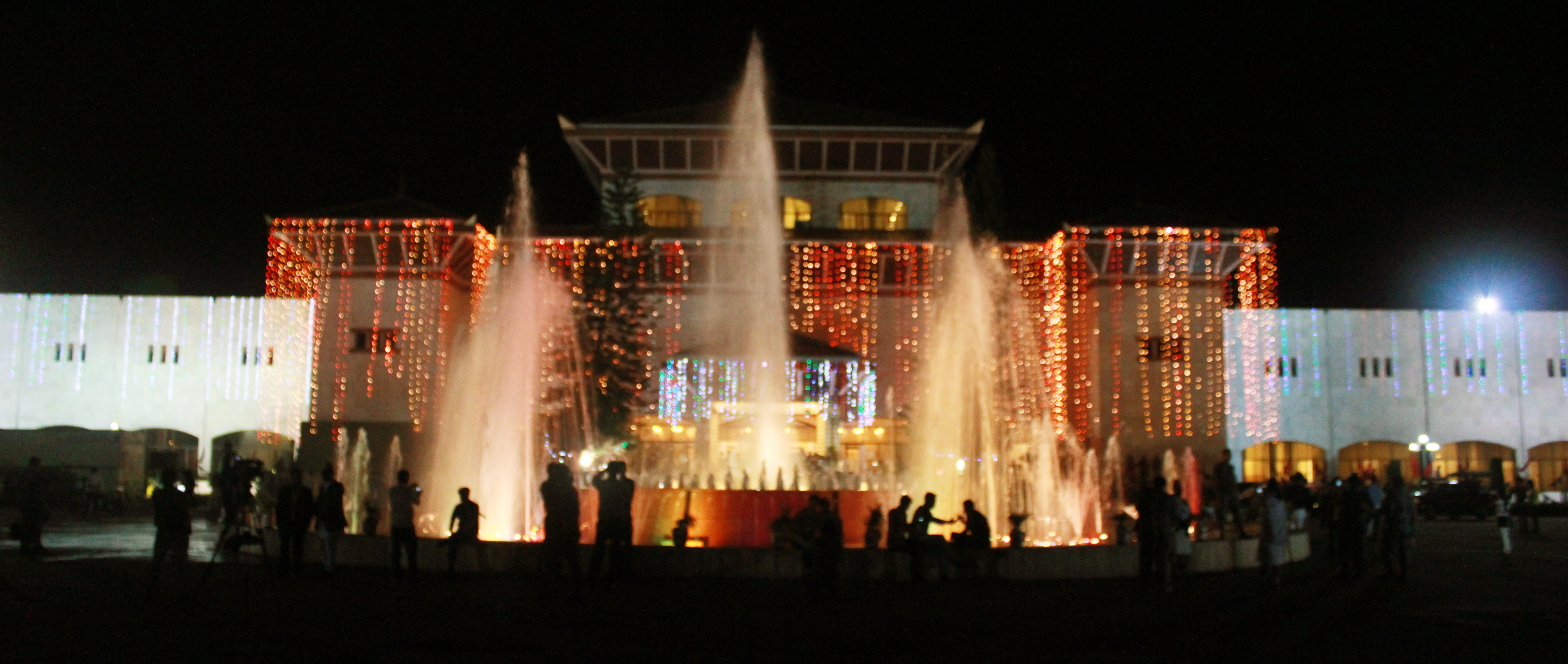
La Asamblea constituyete en 2015.

La elección de una Asamblea Constituyente en Nepal se llevó a cabo en Nepal el 10 de abril de 2008 habiendo sido pospuesta desde fechas anteriores, como el 20 de junio de 2007 y el 22 de noviembre de 2007. Esta asamblea tiene encomendada la redacción de una nueva constitución. El número de electores fue aproximadamente de 17.5 millones y estará constituida durante dos años.
La Asamblea proclamó el  28 de mayo de 2008, por 560 votos de sus miembros a favor y cuatro en contra, el establecimiento de una república federal democrática, que puso término a más de 240 años de monarquía en el país.

## Contexto de la elección
La Comisión para la Delimitación de la Constituyente, recomendó el siguiente orden y distribución de los escaños: 335 miembros a ser electos a través de un sistema electoral proporcional, 240 en forma directa, y 17 a recomendación del Consejo de Ministros.
El primer retraso para llevar a cabo la asamblea ocurrió debido a la falta de preparación de la Comisión Electoral, así como de siete partidos que estaban en el gobierno. El segundo retraso, el 5 de octubre de 2007, ocurrió debido a que los maoístas demandaron que la república se declarara antes de la elección y que un sistema completamente proporcional se usara en la elección, en lugar del sistema sugerido por la Comisión. Se alcanzó un compromiso entre las partes el 4 de noviembre: la elección usaría un sistema comletamente proporcional, pero la república se declararía inmediatamente después de la elección de la Asamblea Constituyente.
El 4 de noviembre la mayoría de los partidos del parlamento interino de Nepal, votaron a favor de la propuesta maoísta de llamar a una elección con un sistema completamente proporcional. Sin embargo, una mayoría absoluta, no podría lograrse, debido a que el entonces mayor partido en el congreso el Partido del Congreso, se opuso tajantemente a la propuesta. Finalmente, se acordó que el sistema de la elección consistiría en un 60% de los escaños por representación proporcional, y un 40% de representación directa.